# Hřbitovní kaple (Lipová)
Hřbitovní kaple v Lipové stojí v horní části nového hřbitova. Postavena byla roku 1875 v novorománském slohu a v témže roce ji vysvětil litoměřický biskup Anton Ludwig Frind. Obdélnou stavbu zakončuje půlkruhová apsida. Původní interiér se nedochoval.

## Historie
Protože starý hřbitov kolem kostela svatého Šimona a Judy kapacitně nevyhovoval, vybudovala obec Lipová v nedalekém svahu roku 1874 zcela nový obecní hřbitov. Díky přispění hraběcí rodiny Salm-Reifferscheidtů a dalších významných občanů mohla být postavena poměrně veliká hřbitovní kaple v novorománském slohu. Roku 1875 ji vysvětil lipovský rodák, 13. litoměřický biskup Anton Ludwig Frind (1823–1881), jeden z iniciátorů výstavby. Svému účelu začala kaple sloužit ještě téhož roku a od té doby slouží ke smutečním obřadům nepřetržitě. Roku 1932 byl v kapli pochován místní rodák, světící biskup pražské arcidiecéze, Mons. Wenzel Anton Frind (1843–1932). (Rodinná hrobka Frindových se nachází v kryptě.) Kvůli svému účelu obec stavbu udržovala i po odsunu původních obyvatel, zatímco další sakrální stavby chátraly. V poválečném období však přišla o lavice a oltář, který byl nahrazen katafalkem. Poslední opravou fasády prošla stavba na sklonku 20. století. Kaple je spolu se hřbitovem v majetku obce Lipová a není památkově chráněna. Obec plánuje její celkovou rekonstrukci.

## Popis
Půdorys kaple je obdélný, ze zadní stěny vybíhá půlkruhová apsida. Protože je stavba zasazena do svahu, předstupuje jí kamenné schodiště se šesti schody a kovaným zábradlím. Z vysokého průčelí vystupuje portál zakončený římsou, z níž vybíhá kamenný kříž. Nad ním, v dolní části štítu, je umístěn kruhový keramický medailon. Okraje průčelí zdobí lizény. Dveře jsou zakončené půlkruhovým obloukem, kované, opatřené zdobeným světlíkem a nesou na sobě rok výstavby kaple. Po pravé straně dveří je umístěna kamenná pamětní deska s dvojjazyčným nápisem upomínajícím na biskupa Wenzela Frinda. Nápis zní: „V této kapli odpočívá biskup Dr. Wenzel Anton Frind, světící biskup pražské arcidiecéze, * 26. 1. 1843 Hainspach/Lipová, † 2. 8. 1932 Chotieschau/Chotěšov.“ V každé z bočních stěn je osazena dvojice velkých, půlkruhově zakončených oken. V pravé boční stěně je umístěn keramický znak pražské arcidiecéze s iniciálami A. F. Lizénové rámce bočních stěn přechází v obloučkové vlysy. Apsida je prostá, bez oken, stříška je krytá plechem. Polovalbovou střechu kaple pokrývá břidlice. Na průčelí navazuje malý čtyřboký sanktusník se zvonem. Interiér je klenutý, stěny zdobí pilastry, podlahu pokrývá teraco. V apsidě stál oltář, odstraněný spolu s lavicemi po druhé světové válce. Na vnitřních stěnách se nachází dvě malé pamětní desky z bílého mramoru. Deska vlevo nese německý nápis „Dr. Salesius Ant. Mayer, Abt von Ossegg, geb. in Röhrsdorf 28. Mai 1816, gest. in Ossegg 19. November 1876, begraben in Ossegg. Betet für ihn." (česky Dr. Salesius Anton Mayer, opat z Oseka, narozen v Liščím 28. května 1816, zemřel v Oseku 19. listopadu 1876, pohřben v Oseku. Modlete se za něj!), doplněný opatským znakem. Na desce vpravo je umístěn nápis „Dr. Anton Ludwig Frind, Bischof von Leitmeritz, geb. in Hainspach 9. Oktober 1823, gest. und begraben in Leitmeritz 28. Oktb. 1881. Betet für ihn!" (česky Dr. Anton Ludwig Frind, biskup litoměřický, narozen v Lipové 9. října 1823, zemřel a pochován v Litoměřicích 28. října 1881. Modlete se za něj!), doplněný biskupským znakem. Pod kaplí se nachází krypta.

## Hřbitov
Nový hřbitov byl spolu s kaplí vybudován roku 1874 nedaleko dosavadního kostelního hřbitova. Hřbitov je lichoběžníkového půdorysu a je zasazen do svahu, přičemž hřbitovní kaple je umístěna uprostřed horní hranice hřbitova. Celý areál je využíván a pravidelně udržován.

## Galerie

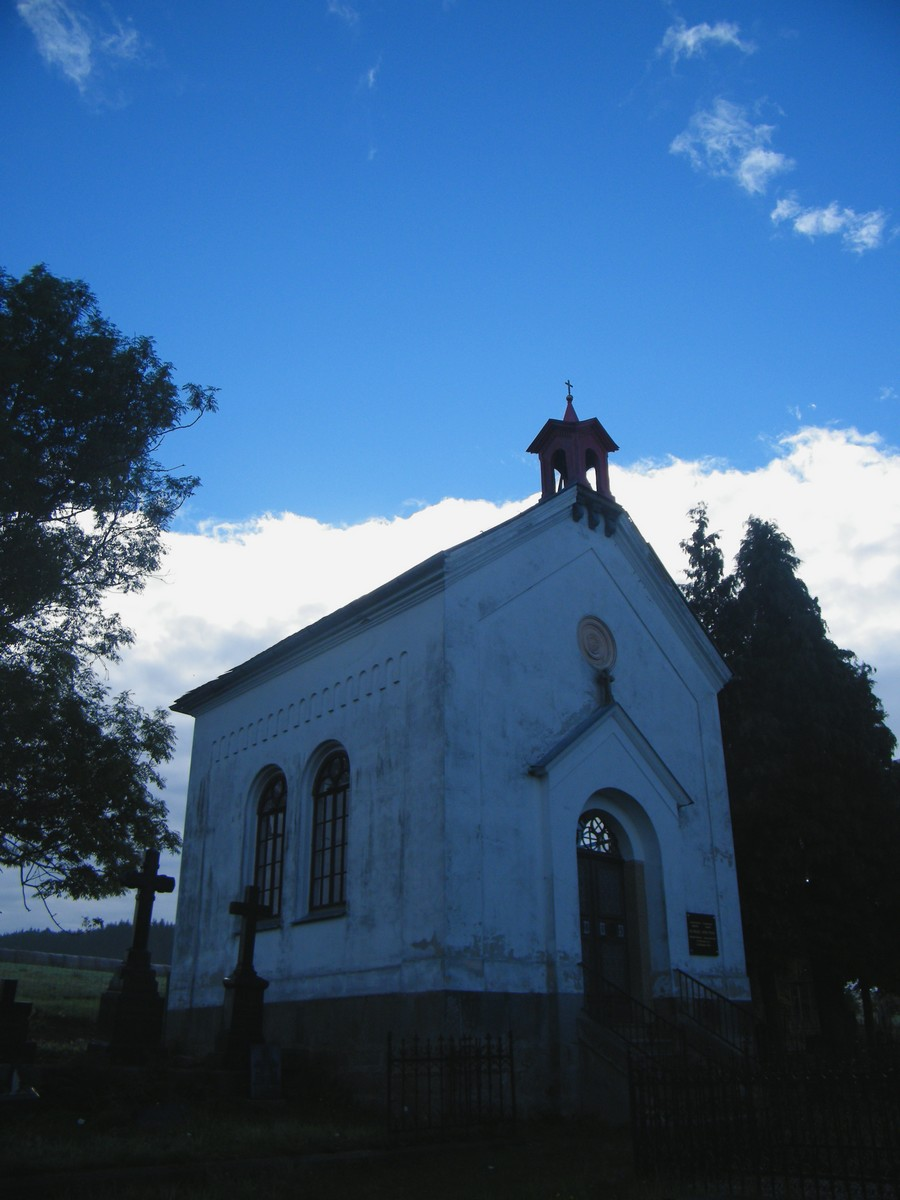
Severozápadní pohled (2015)
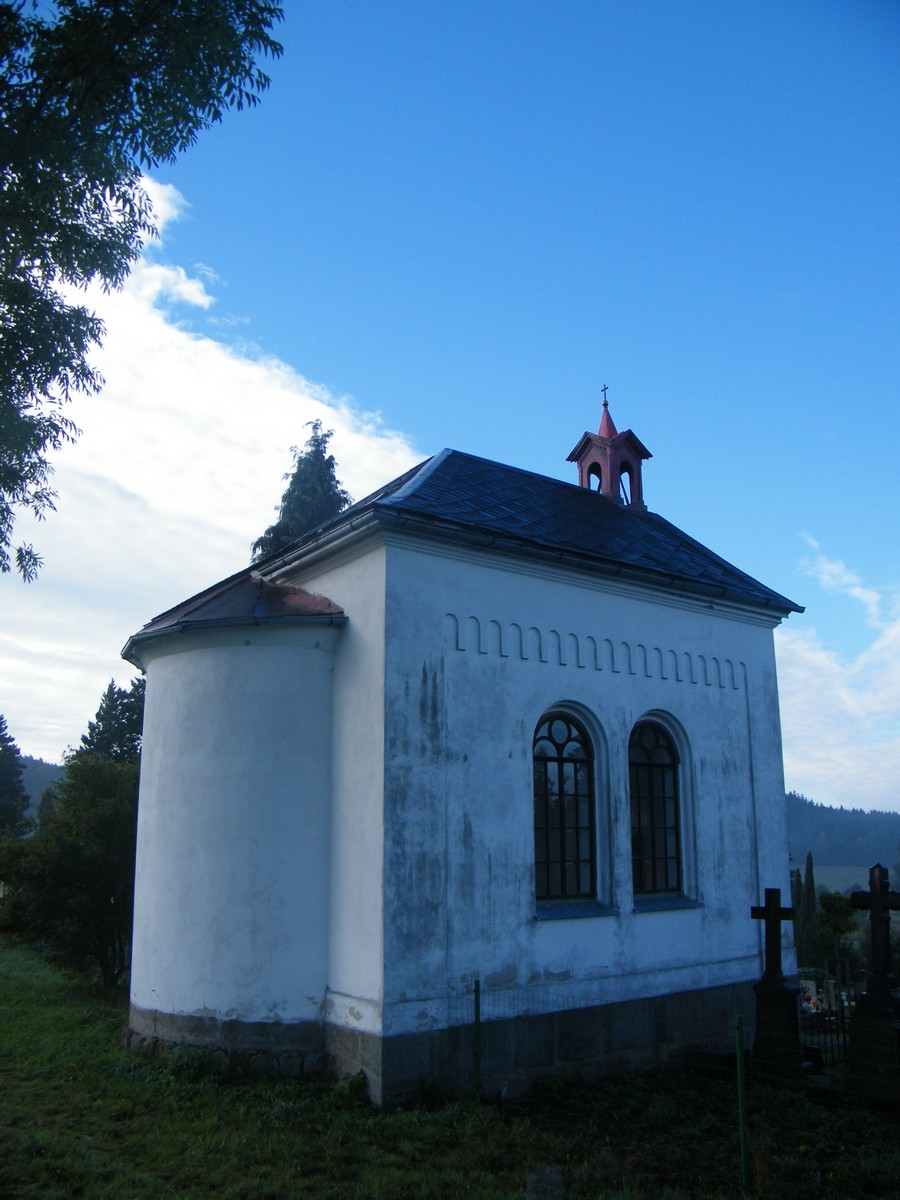
Severovýchodní pohled (2015)
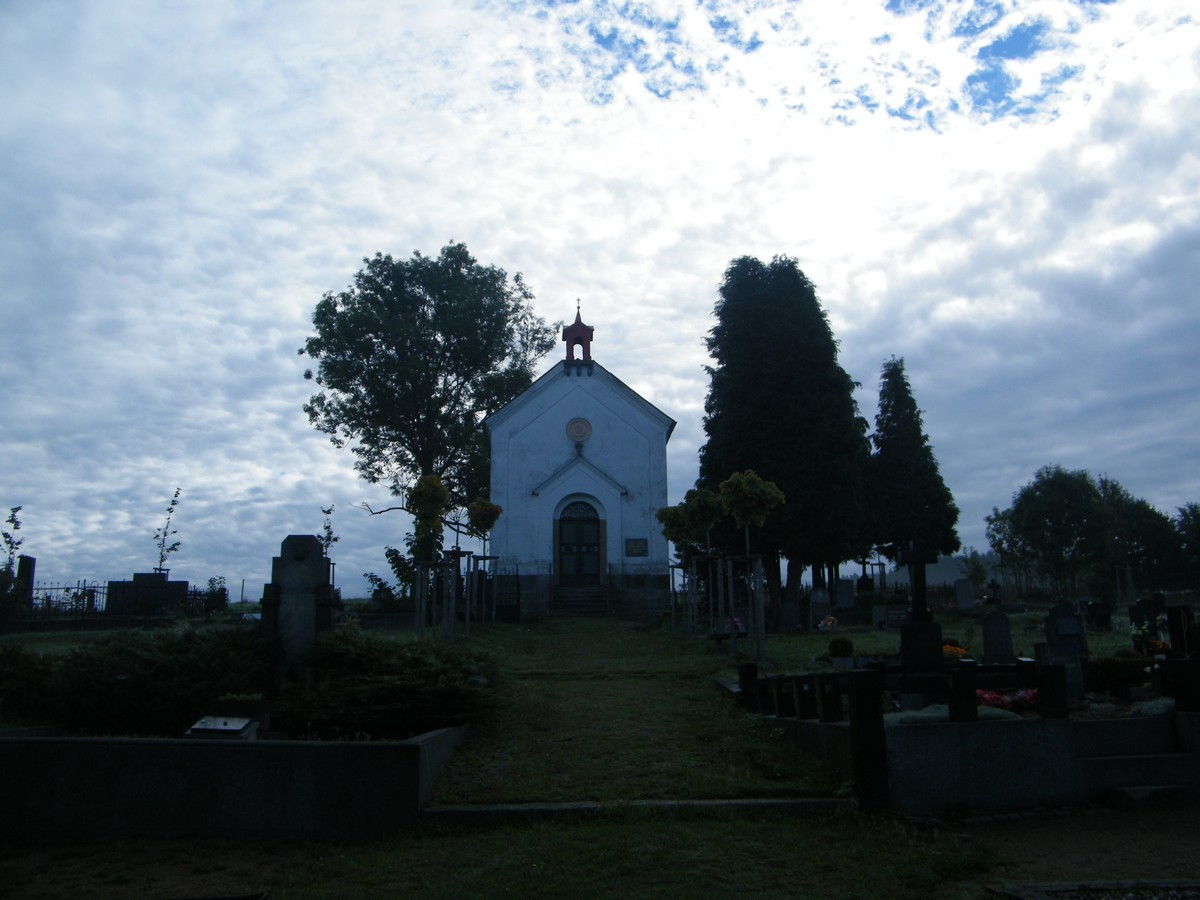
Průčelí (2015)
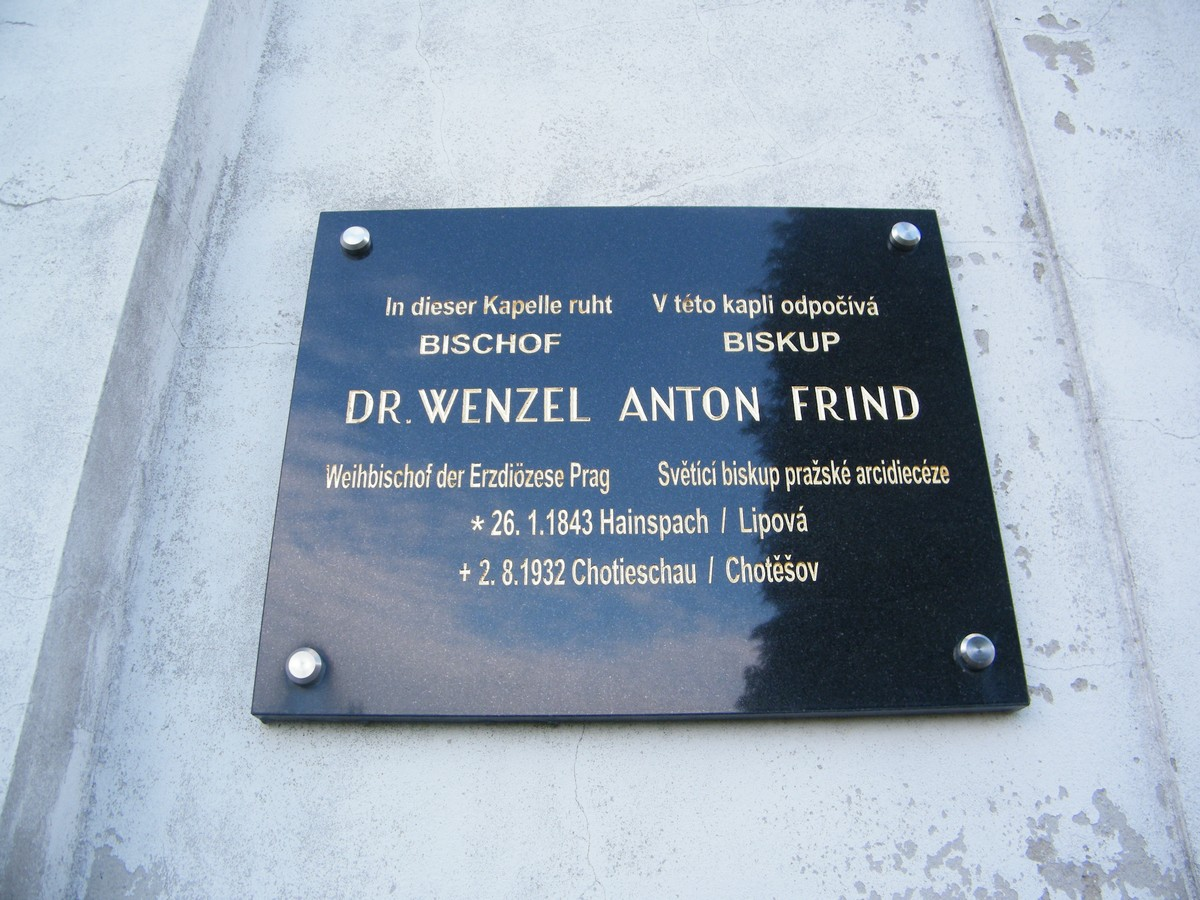
Pamětní deska v průčelí (2015)
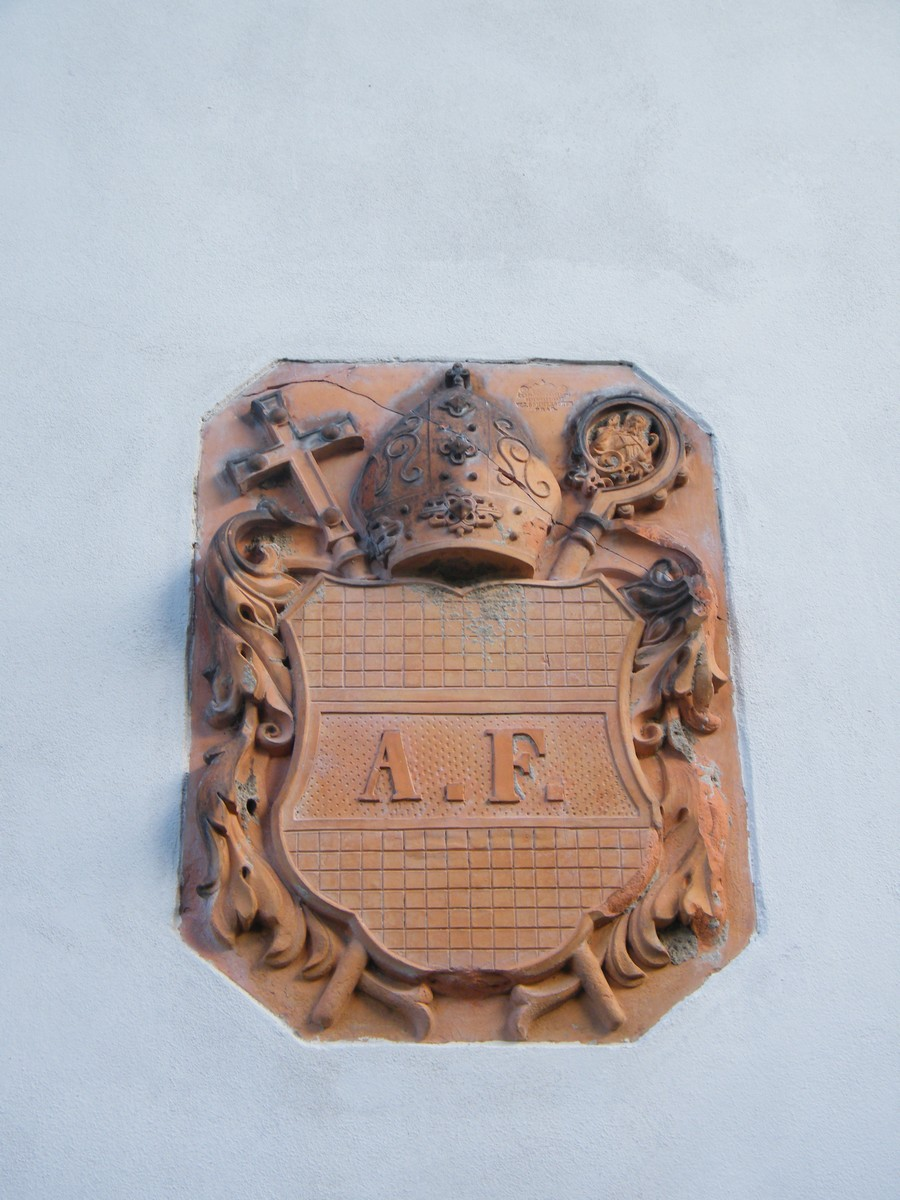
Keramický znak na jižní stěně (2015)
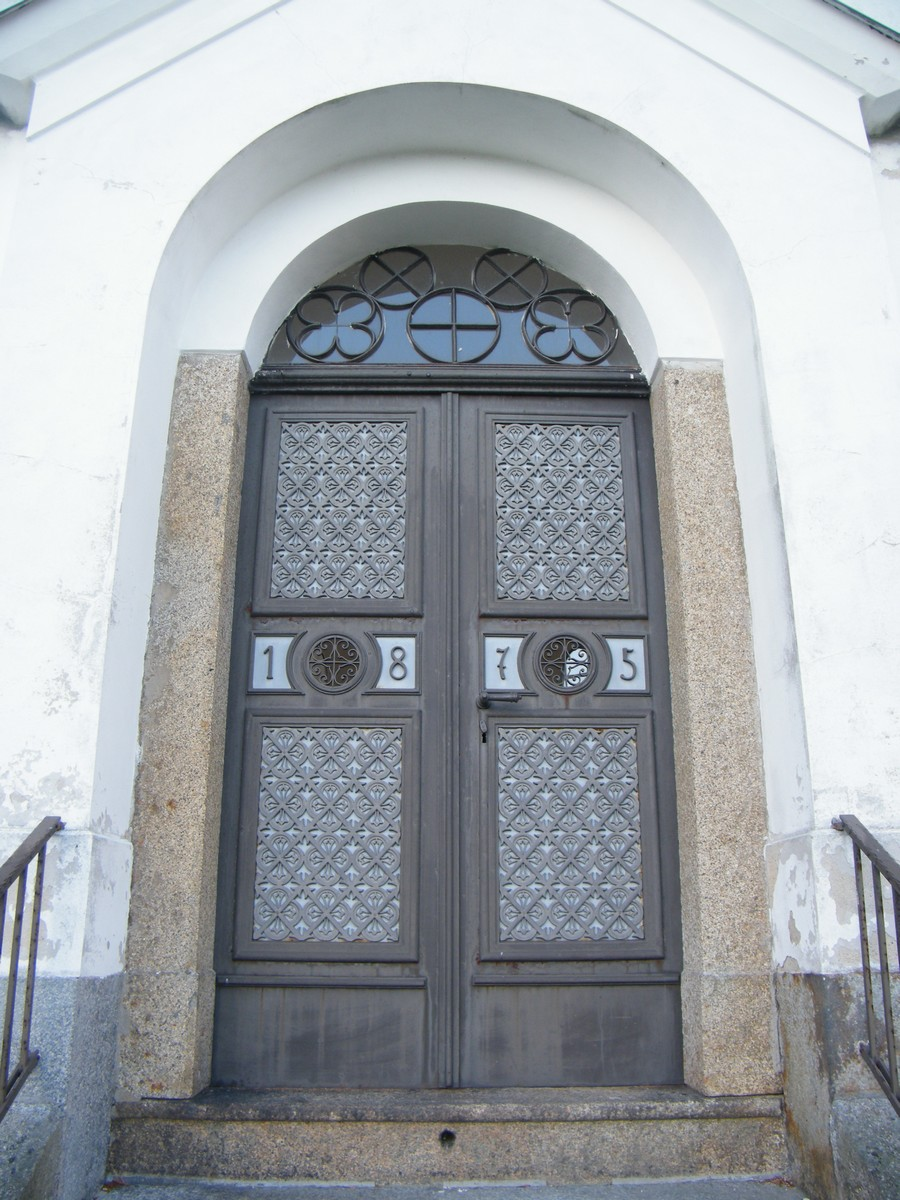
Detail dveří (2015)